# Chamoisé fascié
Oeneis norna
Espèce
Le Chamoisé fascié (Oeneis norma) est une espèce d'insectes lépidoptères (papillons) appartenant à la famille des Nymphalidae à la sous-famille des Satyrinae et au genre Oeneis.

## Dénomination
Elle a été nommée Oeneis norma par Carl Peter Thunberg en 1791.
Synonymes : Papilio normaa Thunberg, 1791;Chionobas daura Strecker, 1894.

### Sous-espèces
- Oeneis norna norma
- Oeneis norna altaica Elwes, 1899 ;
- Oeneis norna arethusoides Lukhtanov, 1989 ;
- Oeneis norna asamana Matsumura, 1919 ;
- Oeneis norna radnaevi Churkin, 1999 ;
- Oeneis norna rosovi Kurentzov, 1970 ;
- Oeneis norna sugitanii Shirôzu, 1952 ;
- Oeneis norna tshukota Korshunov, 1998 ;
- Oeneis norna tundra A. Bang-Haas, 1912 [1].

### Noms vernaculaires
Le Chamoisé fascié se nomme Norse Grayling en anglais.

## Description
Le Chamoisé fascié est de couleur marron clair doré avec une bande submarginale plus claire marquée d'un ocelle foncé à l'apex, parfois seul parfois accompagné, dans la bande submarginale plus claire aux antérieures et aux postérieures.
Le revers des antérieures est semblable, avec un à trois ocelles pupillés de blanc, celui des postérieures est marbré de gris ou de brun.

## Biologie

### Période de vol et hivernation
Il vole en une génération entre mi-juin et la mi-juillet.
Le développement larvaire nécessite deux cycles saisonniers.

### Plantes hôtes
Sa plante hôte sont nombreuses, des Carex mais aussi  Poa alpina et Phleum pratense .

## Écologie et distribution
Le Chamoisé fascié est un lépidoptère présent dans tout le nord de l'Eurasie Scandinavie, Oural, Sibérie, Altaï et Japon.
En Europe il est présent en Norvège du 62°N au 70°N, et dans le nord-ouest de la Suède  et de la Finlande.

### Biotope
Elle réside près de marécages et des tourbières.

### Protection
Pas de statut de protection particulier.